# Live ?!*@ Like a Suicide
Live ?!*@ Like A Suicide är en live-EP med Guns N' Roses, släppt i december 1986 genom det egna skivbolaget UZI Suicide. Den såldes dock i begränsad upplaga, 10 000 exemplar. Guns N' Roses sångare Axl Rose har på senare tid sagt att låtarna inte är liveinspelningar utan studioupptagningar med inredigerat publikljud, detta skulle ha gjorts eftersom de liveinspelningar som fanns tillhanda inte hade tillräckligt bra ljudkvalitet.
Framsidan är en bild av Axl Rose och Duff McKagan live med en tidig logga designad av Slash.

## Låtlista
1. "Reckless Life" - 3:20 - (McKagan/Slash/Stradlin)
2. "Nice Boys" - 3:04 - (Cover på Rose Tattoo)
3. "Move to the City" - 3:43 - (Stradlin/Del James/Chirs Weber)
4. "Mama Kin" - 3:57 - (Cover på Aerosmith)

## Medverkande
- Axl Rose - Sång
- Slash - Gitarr
- Izzy Stradlin - Gitarr
- Duff McKagan - Elbas
- Steven Adler - Trummor